# Adorablement vôtre
Pour plus de détails, voir Fiche technique et Distribution.
Adorablement vôtre (How Sweet It Is!) est un film américain en Technicolor réalisé par Jerry Paris, sorti en 1968.

## Synopsis
Le photographe professionnel Griff et sa femme Jenny chaperonnent leur fils adolescent pendant le voyage en Europe ou Griff doit se rendre dans le cadre de son travail. À bord du paquebot, les parents tentent sans cesse de raviver leur flamme en s'isolant dans des endroits incongrus du navire. Arrivés à Paris, mari et femme luttent pour rester fidèles malgré les grandes tentations qui se présentent à eux.

## Fiche technique
- Titre original : How Sweet It Is!
- Titre français : Adorablement vôtre
- Réalisation : Jerry Paris
- Scénario : Jerry Belson, Garry Marshall d'après la nouvelle The Girl in the Turquoise Bikini de Muriel Resnik (en) (1961)
- Musique : Patrick Williams[1]
- Directeur artistique : Arthur Lonergan
- Décorateur de plateau : Arthur Krams, James W. Payne et Charles S. Thompson
- Costumes : Helen Rose
- Maquillage : William Reynolds
- Photographie : Lucien Ballard
- Montage : Bud Molin
- Producteur : Jerry Belson et Garry Marshall
- Société(s) de production : Cherokee Productions
- Société(s) de distribution : National General Pictures (en)
- Pays de production :  États-Unis
- Langue d'origine : anglais américain
- Format : couleur (Technicolor) – 35 mm – 2,35:1 – son : mono (Westrex Recording System)
- Genre : comédie
- Durée : 99 minutes
- Dates de sortie : 
  - États-Unis : 21 août 1968 (New York City, New York)
  - France : 15 janvier 1969

## Distribution
- James Garner : Griff
- Debbie Reynolds : Jenny
- Maurice Ronet : Philippe
- Terry-Thomas : Gilbert
- Paul Lynde : le commissaire
- Donald Losby : Davey
- Hilary Thompson : "Bootsie"
- Marcel Dalio : Louis
- Gino Conforti : Agatzi
- Vito Scotti : le chef
- Don Diamond : le barman
- Penny Marshall : une écolière
- Erin Moran : une petite fille
- Heather Menzies : une fille en visite
- Luana Anders : l'amie d'Agatzi